# Antony Cordier
Pour les articles homonymes, voir Cordier (homonymie).
Antony Cordier est un réalisateur français, né le 17 février 1973 à Tours (Indre-et-Loire, France).

## Biographie
Il consacre son premier film, le documentaire Beau comme un camion, à la famille ouvrière au sein de laquelle il a grandi. Le film décrit, sur trois générations, le long processus qui permet à une famille ouvrière d'engendrer un enfant qui se consacrera à un travail intellectuel. Beau comme un camion remporte le Prix Spécial du Jury au Festival de Clermont-Ferrand en 2000.
En 2005, son premier long-métrage de fiction, Douches froides, explore la sexualisation des rapports de classe à travers l'amitié liant trois adolescents d'origines sociales différentes. Il est sélectionné à la Quinzaine des Réalisateurs du Festival de Cannes et remporte de nombreux prix dans divers festivals internationaux. Ses trois interprètes principaux, Salomé Stévenin, Johan Libéreau et Pierre Perrier sont Révélations aux César 2006.
En 2010, Happy Few réunit un casting de premier ordre : Marina Foïs, Roschdy Zem, Élodie Bouchez, Nicolas Duvauchelle et Blanche Gardin. Le film décrit cette fois la confusion dans laquelle se débattent deux couples qui tombent amoureux l'un de l'autre. Il représente la France en Compétition à la Mostra de Venise.
Il faut attendre plusieurs années pour qu'il parvienne à produire Gaspard va au mariage, comédie loufoque sur l'emprise de la famille et l'animalité qui réunit Félix Moati, Laetitia Dosch, Christa Theret, Guillaume Gouix, Marina Foïs et Johan Heldenbergh.
Deux ans plus tard, en 2020, il s'essaie à la série télé avec OVNI(s) dont il réalise les 24 épisodes sur un scénario de Clémence Dargent et Martin Douaire. La série raconte les aventures d'une équipe de scientifiques enquêtant sur les phénomènes d'apparitions d'ovni dans la France de 1978. Interprétée par Melvil Poupaud, Michel Vuillermoz, Géraldine Pailhas, Quentin Dolmaire, Daphné Patakia et Nicole Garcia, la série a pour ambition de mêler le fantastique et la comédie.
En 2025, il explore de nouveau les conflits de classe avec Classe moyenne, une comédie satirique qui raconte la guerre que se livre une famille de riches propriétaires (Laurent Lafitte et Élodie Bouchez) et leurs gardiens employés illégalement à l'année (Ramzy Bedia et Laure Calamy). Le film est sélectionné à la Quinzaine des cinéastes du Festival de Cannes.

## Influences
Pour Emily Barnett des Inrockuptibles, Antony Cordier incarne à travers ses deux premiers films « la relève du cinéma français, veine Maurice Pialat ou Jean-Claude Brisseau, dans sa représentation puissante des corps et de leurs désirs. »

## Filmographie

### Cinéma

#### Courts métrages
- 2000 : Beau comme un camion (documentaire)
- 2000 : La Vie commune

#### Longs métrages
- 2005 : Douches froides
- 2010 : Happy Few
- 2017 : Gaspard va au mariage
- 2025 : Classe moyenne[2]

### Télévision
- 2020 et 2021 : OVNI(s), série en deux saisons de 12 épisodes (environ 30 min. chacun)
- 2023 : Irrésistible (trois premiers épisodes)

## Distinctions

### Récompenses
- 2000 : Prix Spécial du Jury, Festival de Clermont-Ferrand pour Beau comme un camion
- 2005 : Prix Louis-Delluc du Premier Film pour Douches froides
- 2005 : Étoile d'Or du Premier Film aux 6e Étoiles d'or du cinéma français pour Douches froides
- 2005 : Prix de la Fondation Barrière pour Douches froides
- 2005 : Prix de la Critique, Cinéstival Marseille pour Douches froides
- 2006 : Grand Prix du Festival de Taipei pour Douches froides
- 2006 : Grand Prix du Festival de Vérone pour Douches froides
- 2018 : Grand Prix du Festival de Muret pour Gaspard va au mariage
- 2021 : Prix ACS de la meilleure série 26' pour OVNI(s) saison 1
- 2022 : Prix ACS de la meilleure réalisation pour OVNI(s) saison 2

### Nominations
- 2005 : César du Meilleur Premier Film pour Douches froides
- 2021 :  Prix ACS de la meilleure série 26', du meilleur scénario, de la meilleure réalisation, de la meilleure production pour OVNI(s) saison 1
- 2022 : Prix ACS de la meilleure série 26', du meilleur scénario, de la meilleure réalisation, de la meilleure production pour OVNI(s) saison 2